# Chris Paciello
Chris Paciello (New York, 7 september 1971) is een voormalig nachtclub- en restauranteigenaar in Miami (Florida).
Paciello was de ongekroonde koning van het nachtleven in Miami's South Beach in de jaren 1990. Volgens geruchten deelde hij het bed met onder anderen Madonna, Sofía Vergara, Jennifer Lopez en Daisy Fuentes. Hij leefde als een koning totdat de FBI erachter kwam dat Paciello een duister verleden had met connecties tot diep in de maffiafamilies van New York. Hij was betrokken bij overvallen, inbraken en diverse geweldsdelicten en bleek een aandeel te hebben gehad in de moord op een huisvrouw op Staten Island, bij een roofoverval begin jaren 90. Nadat hij beschuldigd was van moord, werkte hij met justitie mee door te getuigen tegen de familie Colombo en haar handlangers. Paciello zat zes jaar van zijn straf uit. Paciello woont sindsdien in Los Angeles. Een tijdje was hij daar mede-eigenaar van het Italiaanse restaurant Murano. Later werd hij eigenaar van pizzaketen Cristoni, die vestigingen heeft in Beverly Hills en West Hollywood.

## Biografie

### Jeugd
Paciello werd geboren als Christian Ludwigsen, zoon van George Ludwigsen (Duitse voorouders) en Marguerite Paciello (Italiaanse voorouders). Hij was de middelste van drie broers, geboren een jaar voor broer Keith en een jaar na broer George jr. Zijn jeugd bracht hij door op Thirteenth Avenue in Borough Park, een buurt in het zuidwesten van de wijk Brooklyn.
Ludwigsen sr werkte als uitsmijter in een lokale discotheek. In 1980 werd hij neergeschoten tijdens zijn werkzaamheden. De schutter was een man die hoorde bij een groepje dat hij eerder die avond uit de discotheek zette. Na zijn ontslag uit het ziekenhuis raakte hij verslaafd aan pijnstillers. Toen deze niet meer hielpen, ging hij harddrugs gebruiken, onder meer heroïne en cocaïne. Hij verliet zijn gezin en werd inbreker om in zijn behoeften te voorzien.

### Tienerjaren
Toen Ludwigsen zestien jaar oud was, veranderde hij zijn achternaam in de achternaam van zijn moeder. Vanaf dat moment heette hij Paciello. Deze naamswijziging had verschillende redenen. Ten eerste haatte hij zijn vader, maar hij had ook liever een Italiaanse achternaam dan een Duitse, mede doordat verschillende van zijn vrienden ook Italiaanse achternamen hadden. Zijn naamswijziging had tevens voordelen bij aanhoudingen, waarbij hij zijn Duitse achternaam opgaf.
In zijn tienerjaren bouwde hij een criminele carrière op. Hij stal autoradio's en later auto's en auto-onderdelen. Hij kreeg de bijnaam The Binger. Als een vriend drie radio's stal, moest en zou Paciello er zes stelen bij wijze van spreken.
Ook begon hij in zijn tienerjaren met het injecteren van anabole steroïden. Deze bleven zijn verdere leven een grote rol spelen.

### Betrokken bij moord
In februari 1993 was Paciello het brein achter een roofoverval die plaatsvond op een villa in de buurt Meade Loop te Staten Island. Paciello zat achter het stuur van de vluchtauto, waarin drie mededaders meekwamen. De overval liep uit de hand toen een van hen in paniek de trekker van zijn geladen pistool overhaalde en huisvrouw Judith Shemtov, fataal in het gezicht raakte.
De echtgenoot van de vermoorde vrouw loonde een beloning uit van 15.000 dollar, voor de tip die naar de daders zou leiden.

### Miami
In september 1994 vertrok Paciello samen met Michael Caruso naar South Beach. Hij wilde zo uit het zicht van justitie blijven. Tevens vertrouwde hij enkele personen uit de criminele organisaties waarmee hij zaken deed, niet meer. Hij was op dat moment van plan om een nachtclub te beginnen. Hun oog viel vervolgens op een slechtlopende bar genaamd Mickey’s Place waarvan Mickey Rourke destijds de officiële eigenaar was. Ze namen het pand over en lieten het verbouwen tot een nachtclub genaamd Risk.
De tv-zender Investigation Discovery heeft in 2012 een uitzending in de serie Deadly Sins aan hem gewijd: "Green-eyed monster". 